# Sturisoma reisi
Sturisoma reisi — вид сомоподібних риб родини лорікарієвих (Loricariidae). Описаний у 2022 році.

## Поширення
Вид поширений в річках Каутаріо, Гуапоре, Жипарана, Маморе та Сотеріо в басейні річки Мадейра в Болівії та на заході Бразилії.

## Опис
Вид відрізняється від своїх родичів наявністю середньої поздовжньої тонкої темно-коричневої смуги на хвостовій ніжці, що тягнеться від двох або трьох пластинок ззаду до основи спинного плавця, досягаючи початку хвостового плавця, або однієї або дві пластинки спереду від початку хвостового плавця; маленькими квадратними крайніми передніми черевними пластинками; і серединною поздовжньою темно-коричневою смугою від першої переддорсальної пластинки до початку спинного плавця.